# 1963-as magyar öttusabajnokság
Az 1963-as magyar öttusabajnokságot szeptember 8. és 12. között rendezték meg. A viadalt sorozatban harmadszor Balczó András nyerte meg. A csapatversenyt a Bp. Honvéd nyerte.

## Eredmények

### Férfiak

#### Egyéni
| Hely | Név              | Klub          | Eredmény |
| ---- | ---------------- | ------------- | -------- |
| 1.   | Balczó András    | Csepel SC     | 5114     |
| 2.   | Móna István      | Bp. Honvéd    | 4893     |
| 3.   | Török Ferenc     | Bp. Honvéd    | 4809     |
| 4.   | Szaniszló József | Bp. Honvéd    | 4796     |
| 5.   | Papp Ferenc      | MAFC          | 4774     |
| 6.   | Nagy Imre        | MAFC          | 4631     |
| 7.   | Varga Pál        | Újpesti Dózsa | 4582     |
| 8.   | Körmendi György  | MAFC          | 4551     |
| 9.   | Török Ottó       | Bp. Honvéd    | 4553     |
| 10.  | Takács Péter     | Bp. Honvéd    | 4531     |

#### Csapat
| Hely | Név                                           | Klub           | Eredmény |
| ---- | --------------------------------------------- | -------------- | -------- |
| 1.   | Török Ferenc, Móna István, Török Ottó         | Bp Honvéd I.   | 14 391   |
| 2.   | Móczár István, Szaniszló József, Takács Péter | Bp. Honvéd II. | 13 739   |
| 3.   | Nagy Imre, Körmendi György, Bretz             | MAFC           | 13 376   |